# Microbaena pulchra
Microbaena pulchra is een vlinder uit de familie spanners (Geometridae). De wetenschappelijke naam van deze soort is voor het eerst geldig gepubliceerd in  door Staudinger, ????.
De soort komt voor in tropisch Afrika.